# Domenjod
Domenjod est un lieu-dit de l'île de La Réunion, département d'outre-mer français dans le sud-ouest de l'océan Indien. Il constitue un quartier de la commune de Saint-Denis, le chef-lieu, au nord de l'île. C'est dans ce quartier qu'est implanté le Centre pénitentiaire de Saint-Denis.